# شاتیون-سور-اندر
شاتیون-سور-اندر (به فرانسوی: Châtillon-sur-Indre) یک کمون در فرانسه است که در اندر واقع شده‌است. شاتیون-سور-اندر ۴۵٫۳ کیلومتر مربع مساحت و ۲٬۸۳۳ نفر جمعیت دارد و ۸۸ متر بالاتر از سطح دریا واقع شده‌است.

## خواهرخوانده
شهرهای سولفرینو و هاسکوفو خواهرخوانده‌های شاتیون-سور-اندر هستند.